# 杉山晃紀
杉山 晃紀（すぎやま あきのり、1990年11月1日 - ）は、京都府綾部市出身の元プロ野球選手（投手）。右投両打。プロでは育成選手であった。現在はプロのダーツプレイヤーや、俳優として活動。

## 経歴
綾部市立中筋小学校2年時に、地元の中筋ジャガーズで野球を始める。最初は内野手で、後に捕手に転向。
綾部市立綾部中学校では、ボーイズリーグの綾部パワーズに入団。2年時に外野手から投手に転向。
綾部高では、1年秋から右翼手兼控え投手。2年春から投手に専念し、秋からはエースとして活躍した。3年夏は、京都府予選の初戦で洛星高に敗退。甲子園出場経験はなかった。
2008年10月30日、プロ野球ドラフト会議において読売ジャイアンツから育成ドラフト1巡目で指名され、11月18日に支度金200万円、年俸240万円で仮契約。綾部高校からは、初のプロ野球選手となった。
入団から3年間、イースタン・リーグでも1試合も登板することがなかった。2010年11月には腰部の骨嚢腫が見つかり手術を受ける。翌2011年5月に復帰するが、同年10月22日に球団から戦力外通告を受けた。
2012年からは、インテリアデザインの専門学校に通いながら、プロのダーツ選手を目指し、11月にプロに合格。
2013年1月から芸能事務所のウルトラマリンに所属し、俳優に転向した。
2017年時点では、東京・赤坂のダーツバーに勤務しながらプロダーツ選手として活動している。2016年PERFECTランキングで96位。その後CKCエンターテイメントに所属。

## プレースタイル
最速148km/hのストレートが武器。

## 詳細情報

### 年度別投手成績
- 一軍公式戦出場なし

### 背番号
- 108 （2009年 - 2010年）
- 014 （2011年）